# Ament (botànica)
Ament, en botànica és una inflorescència consistent en una espiga amb les flors molt juntes i sense bràctees que les envoltin. Gairebé sempre és penjant i amb flors d'un sol sexe (més sovint les masculines). Els trobem en determinats arbres pertanyents a les famílies de les betulàcies, fagàcies, moràcies, i salicàcies. Les plantes que adopten la forma característica d'un ament s'anomenen amentiformes.

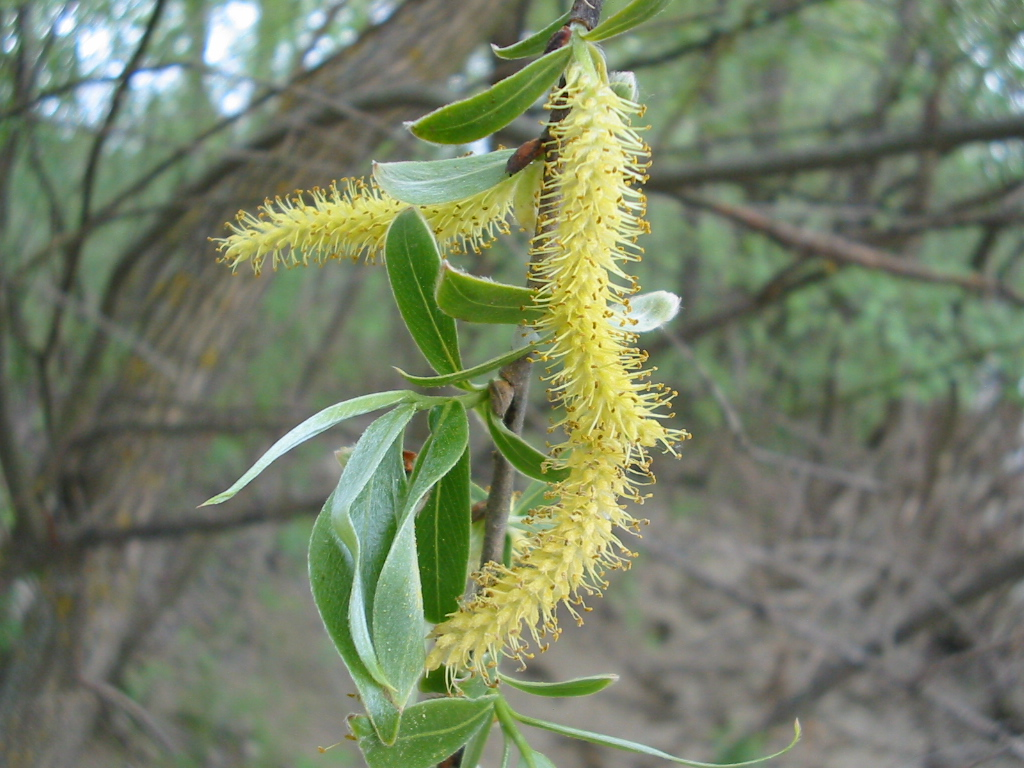
Un ament masculí de salze

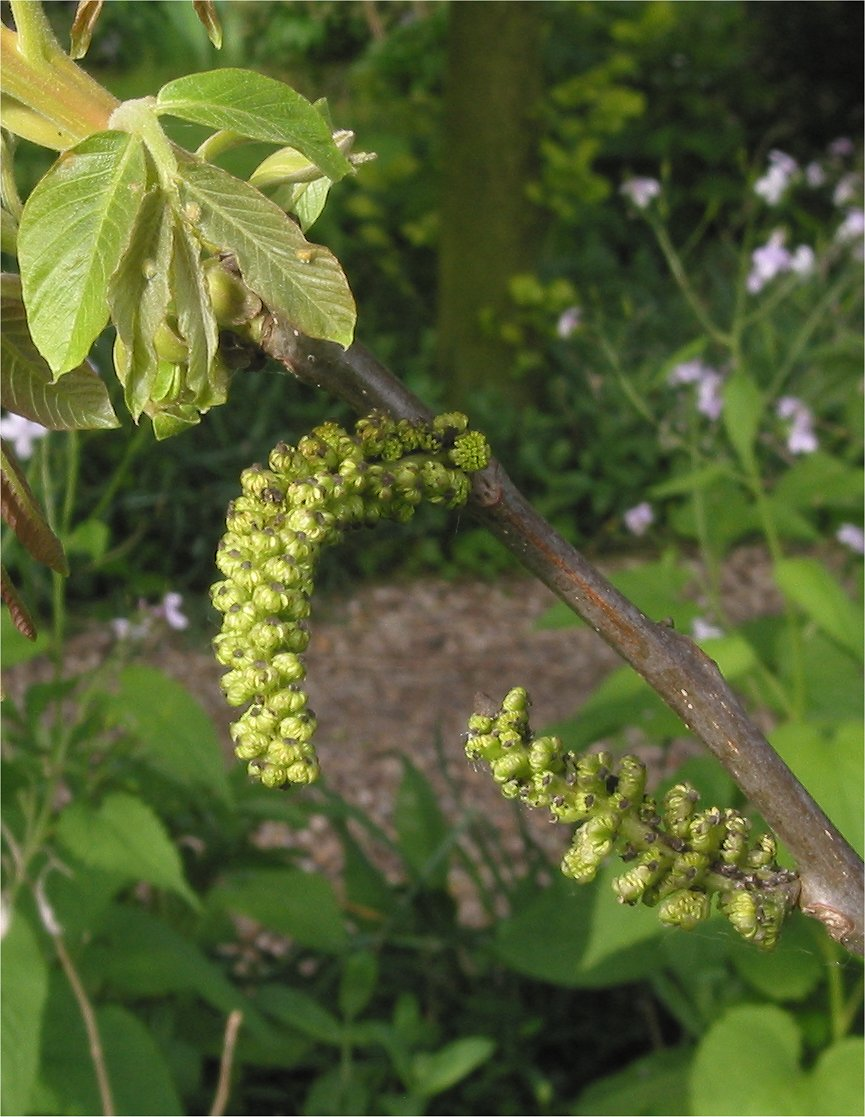
Aments masculins de noguera

Les flors que formen un ament no tenen pètals, són petites i unisexuals. Es troben en determinades plantes monoiques, és a dir aquelles que tenen flors masculines i femenines separades en el mateix peu de la planta o dioiques, quan les flors masculines i femenines estan en individus diferents.
Els aments masculins són estructures adaptades a la pol·linització anemòfila. Desprenen molt fàcilment grans quantitats de pol·len i la seva llargada pot ser d'alguns centímetres.
En canvi, els aments femenins normalment són poc visibles i de dimensions molt reduïdes que consisteixen només en una protuberància de pocs mil·límetres on se situa la flor femenina, on hi destaquen lleugerament els pistils que de vegades són de color vermell.
En molts casos en una mateixa planta l'emissió del pol·len (de l'ament masculí) no coincideix amb l'estat receptiu de la flor femenina (ament femení) i així evita l'autopol·linització. Això s'ha de tenir en compte en els conreus, ja que cal intercalar plantes d'altres varietats compatibles per obtenir fruit.
Entre els molts exemples de plantes amb aments hi ha els arbres forestals com l'alzina el roure, el pollancre, el bedoll o el salze i els arbres conreats com l'avellaner o la noguera.